# Тетуми

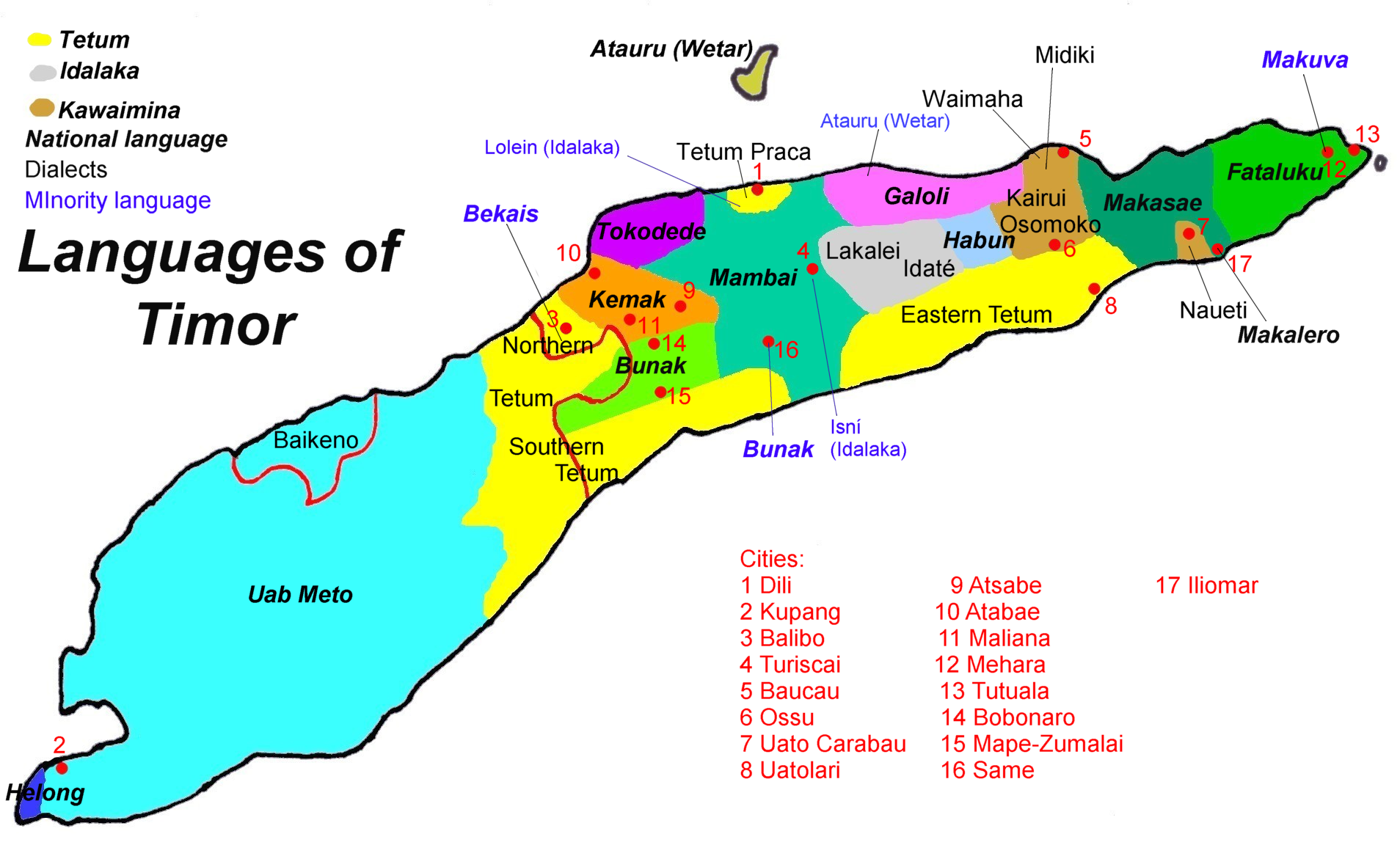
Поширення мов на острові Тимор, райони поширення мови тетум позначені жовтим кольором.

Тету́ми (тетум, тетун, белу, індонез. Suku Belu) — народ в Індонезії та Східному Тиморі, одна з найбільших етнічних груп острова Тимор.
Термін «тетум» (варіанти: «тетун», «тету») стосується, в першу чергу, мови народу. Антропологи та інші дослідники переносять його також на носіїв мови. Як власна назва він використовується не всіма тетумами. В окремих районах Східного Тимору ці люди називають себе феган, що означає «мешканці низин» та «цивілізовані люди», хоча багато тетумів живе в гірських районах. У західній (індонезійській) частині Тимору зазвичай застосовується етнонім белу, так називають тетумів їхні сусіди атоні, чиєю мовою це слово означає «друг». Тету (порт. Teto) — португальська назва народу.
Хоча тетуми зазвичай вважаються єдиним народом, існують численні підгрупи, які певним чином відрізняються одна від одної. З тетумами споріднені гелонги, що живуть у районі міста Купанг, на заході Тимору.

## Розселення і чисельність
Живуть у центральних районах острова Тимор. В межах Індонезії це округи Белу (індонез. Kabupaten Belu) та Малака (індонез. Kabupaten Malaka) провінції Східна Нуса-Тенґара. У Східному Тиморі є два відокремлені ареали мови тетум: західний — біля кордону з індонезійською частиною острова (райони Бобонару, Кова-Ліма, Айнару) та східний — далі на схід, на південному узбережжі острова (райони Мануфагі, Манатуту, Вікеке). Крім того, мовою тетум говорить значна частина населення в центральних районах країни, особливо біля її столиці Ділі.
За переписом населення Східного Тимору 2015 року, в цій країні проживало 432 766 тетумів (найбільший народ країни, 36,7 % її населення), в тому числі 361 027 носіїв мови тетум-праса, 71 418 носіїв мови тетум-терик та 321 носій діалекту нанаек. Тетум-праса — мова переважно міського населення, найбільше її носіїв проживає в районі Ділі — 227 297 осіб (82,5 % населення), значні групи проживають також у районах Ермера — 23 701 особа (18,9 %), Бобонару — 22 508 осіб (23,2 %), Айнару — 18 261 особа (29,0 %), Баукау — 15 937 осіб (13,0 %), Айлеу — 14 262 особи (29,2 %), Мануфагі — 14 216 осіб (26,5 %) та Ликіса — 11 679 осіб (16,3 %). Носії мови тетум-терик живуть у районах Кова-Ліма — 25 925 осіб (39,7 %), Вікеке — 19 328 осіб (25,4 %), Мануфагі — 13 294 особи (24,8 %) та ін.
В Індонезії офіційна статистика зараховує тетумів до числа народів Східної Південно-Східної Нуси. Разом 2010 року їхня чисельність в межах провінції становила 3 793 242 особи, а по всій Індонезії — 4 184 923 особи. В їхньому складі на території провінції Східна Південно-Східна Нуса проживало 246 567 осіб східно-тиморського походження, більшість із яких є етнічними тетумами.

## Мова
Говорять тетумською мовою, що належить до тиморської групи центрально-східної гілки малайсько-полінезійських мов. Вона розпадається не декілька діалектів: північний, південний, східний, тетум-ділі (тетум-праса). Найбільше оригінальних рис зберігає південний діалект.
Тетум-праса, креолізована форма тетумської мови, що зазнала значного впливу з боку португальської та мамбайської мов, є другою, поряд із португальською, офіційною мовою Східного Тимору. В добу португальського колоніального панування вона стала лінгва франка в Східному Тиморі, використовувалась як мова торгівлі та комерції, як мова навчання та в неофіційному спілкуванні за межами урядових установ. Сьогодні цією мовою, принаймні як другою, користується більшість населення Східного Тимору.
Писемність на основі латинської абетки.
Поширені також португальська та індонезійська мови.

## Історія
Предки тетумів з'явилися на острові Тимор у XIV—XV ст. Усна традиція виводить їх з континентальної Південно-Східної Азії, але лінгвістичні дані вказують на їхнє походження з острова Сулавесі. Історичною батьківщиною народу є область Вегалі — рівнини південного узбережжя центрального Тимору (зараз ці землі поділені між Індонезією та Східним Тимором). Згодом річкою Куга (порт. Ribeira Cuha) і далі тетуми поширилися у внутрішні райони острова, відтісняючи місцеве населення.
В XIV—XVI ст. китайські та яванські торговці, які регулярно приїздили на Тимор за сандаловим деревом, засвідчили існування на острові численних невеличких місцевих держав. Найвпливовішою з них була тетумська держава Люрай, що складалася із 46 окремих князівств.
У XVI ст. за сандаловим деревом стали прибувати й португальські торговці. 1701 року португальці призначили на Тимор першого губернатора, проте до початку XX ст. колоніальне правління лишалося непрямим. Острів був поділений на десятки тубільних «королівств», які формально вважалися підданими португальської корони. 1756 року на Тимор прибули голландські колонізатори. Одним із найважливіших їхніх здобутків стало підписання угоди з правителем тетумської області Вегалі та залежних від неї князівств.
У другій половині XIX ст. Голландія та Португалія офіційно поділили між собою Тимор на західну (голландську) та східну (португальську) частини. Ситуація відрізнялась на заході та сході острова. В Східному Тиморі португальці використовували тетумську мову як торгову, що підтримувало життєздатність тамтешньої громади тетумів. Натомість у Західному Тиморі перевагу серед тубільних етнічних груп отримали атоні. В кінці XIX — на початку XX ст. португальці здійснили ряд заходів, спрямованих на зміцнення й розширення своєї влади та раціоналізацію колоніального контролю. Шляхом військової пацифікації вони запровадили нову систему управління по всій території, за якою колишні «королівства» були збережені лише як суто адміністративні одиниці.
За оцінками, близько 60 тис. тиморців загинуло під час японської окупації Португальського Тимору (1941—45) в результаті помсти за підтримку австралійських військ. Після війни Західний Тимор став частиною нової Республіки Індонезія, а Португалія відновила колоніальний контроль над східною частиною острова й зберігала його до 1975 року. У період індонезійської окупації Східного Тимору (1975—1999) індонезійський уряд проводив акції насильницького переселення місцевих народів, в результаті значна частина східнотиморських тетумів стала біженцями на території західного Тимору. 20 травня 2002 року була офіційно проголошена (відновлена) незалежна Демократична Республіка Східний Тимор.

## Житло, побут

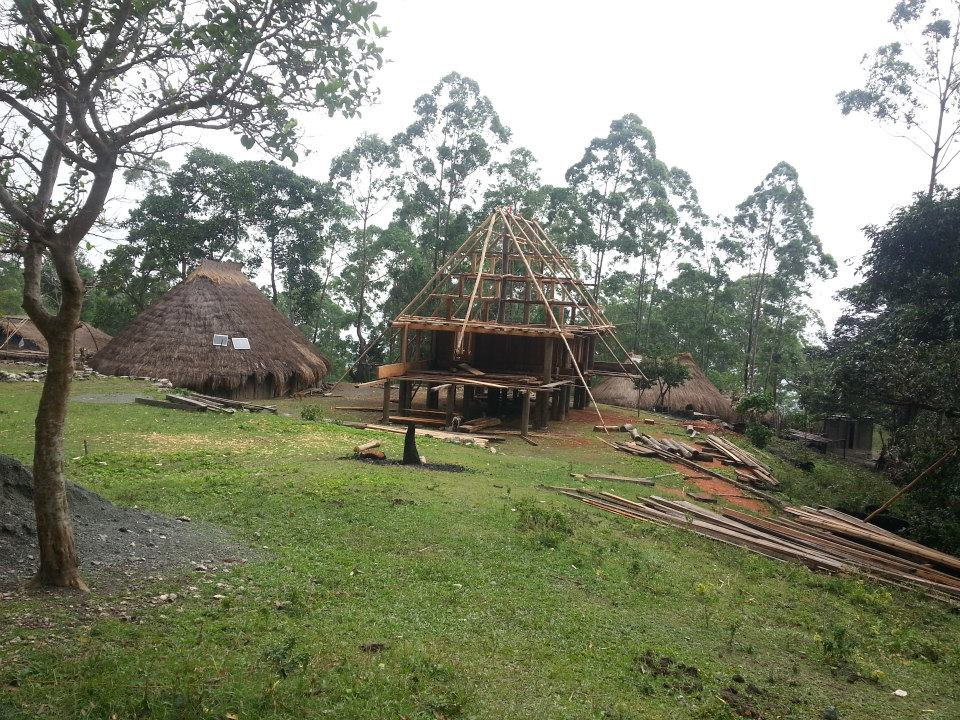
Тетумські хати.

Поселення тетумів купчасті, їхнє планування залежить від характеру місцевості. Зазвичай хати групуються навколо відкритого майданчика. Часто вони відділені одна від одної невеличкою ділянкою лісу і з'єднані стежками. Зазвичай тетумські села налічують близько 80 жителів, але є й такі, в яких живе до 500 осіб.
Хати прямокутні в плані, на палях, мають солом'яний дах, стіни без вікон, сплетені з пальмового листя та бамбука. Крім постійного житла, люди споруджують також тимчасові хатинки на полях, де мешкають у сезон активних польових робіт.
Їжа переважно рослинна. Кукурудза є щоденним продуктом харчування. Рис готують лише в особливих випадках, наприклад, з нагоди проведення важливих церемоній.
Одяг є типовим для індонезійських народів.

## Господарство
Навіть сьогодні багато тетумів продовжує вести натуральне господарство. Основне заняття — ручне перелогове землеробство. Вирощують кукурудзу, рис (суходільний у горах і вологий на рівнинах), сорго, пшеницю, маніок, ямс, картоплю, бобові, різноманітні овочі. Набір сільськогосподарських культур залежить від рельєфу та клімату конкретної місцевості. Кожне домогосподарство має власний город.
В горах застосовують підсічно-вогневий спосіб обробітку земель. Серед лісу вирізають невелику ділянку, дають деревам висохнути, а потім спалюють для забезпечення землі добривом. Цей метод вимагає щорічної організації нових полів, що стає дедалі проблематичнішим.
Тримають свиней, а також буйволів, коней, кіз, курей. Буйволи використовуються переважно як тяглова худоба, забивають їх лише на великі свята, вони також є складовою приданого. В горах люди вирощують переважно рис, а коли води не вистачає — інші культури, й тримають буйволів. Жителі прибережних рівнин саджають кукурудзу й тримають свиней. Збиральництво, лісові промисли, мисливство, рибальство мають допоміжне значення.

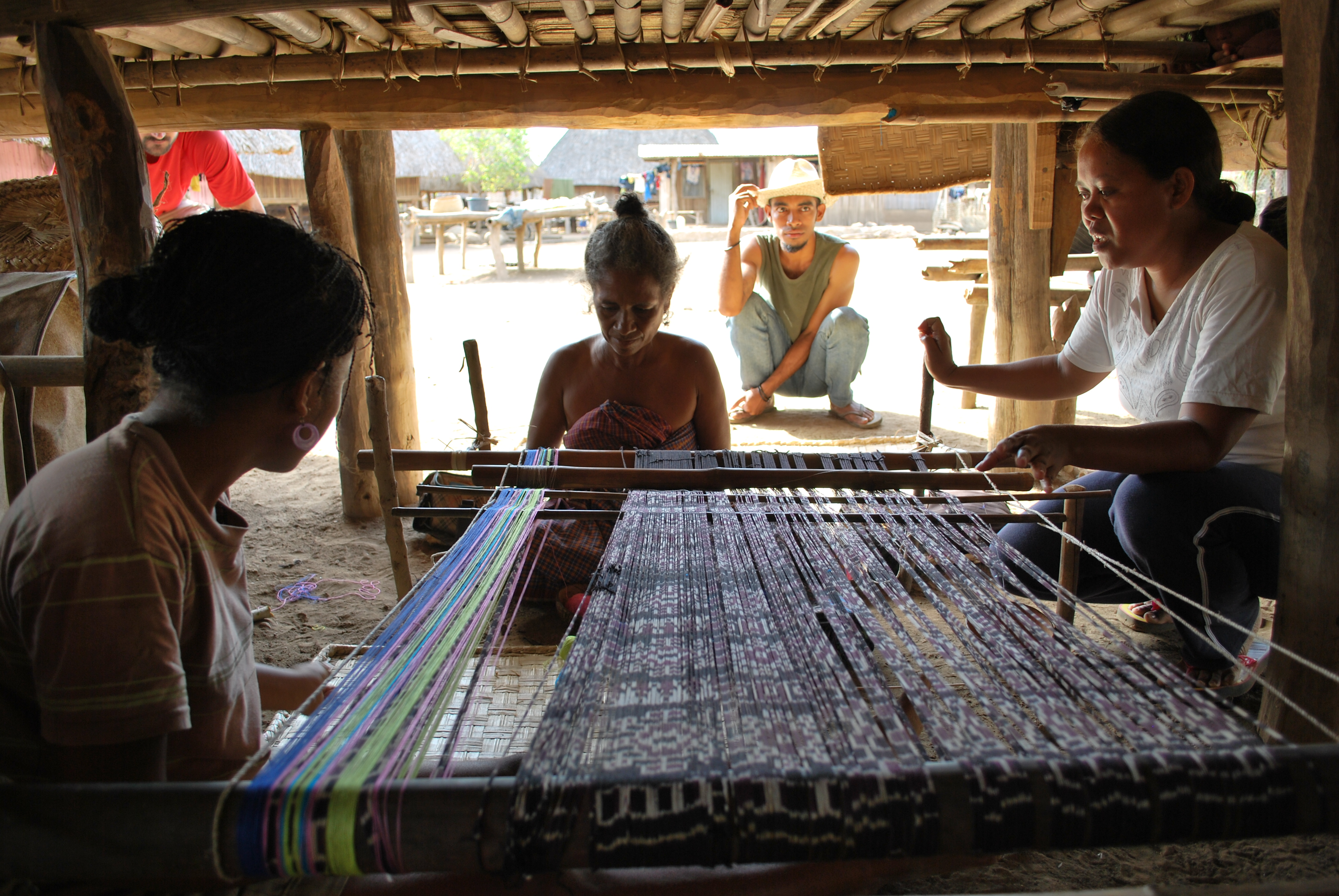
Тетумські ткалі.

Розвинені ковальство, ткацтво, виготовлення мотузок, кошиків, контейнерів, килимків, ручної кераміки. Художня майстерність тетумів виявляється у виготовленні та фарбуванні тканин, різьбленні, гравіюванні.
Проводяться щотижневі базари, де люди продають власні продукти та вироби. Вони також є традиційним місцем зустрічей і спілкування.

## Суспільство
Соціальна організація тетумів передбачає існування кланів, які вони називають агі-матан. Клан уважається також тотемною групою, її тотемом може бути певна місцева тварина або рослина. У теорії, члени одного клану повинні жити разом на одній території, але насправді через часті конфлікти вони тепер розпорошені на великій території.
Зберігаються сільські громади, що складаються з окремих домогосподарств (кнуа). Домогосподарство утворюють батько, мати, їхні неодружені діти, а ще нерідко різні родичі. Молода сім'я зазвичай ставить власну хату поруч із батьківською. Жителі села можуть належати до одного або декількох кланів.
Тетуми південно-центрального узбережжя (регіон Вегалі) матрилінійні й матрилокальні (чоловік йде жити до хати дружини), а тетуми гірських регіонів Східного Тимору — патрилінійні й патрилокальні (дружина йде жити до хати чоловіка).
Тетуми мають різноманітні шлюбні традиції. Шлюб гафолі передбачає викуп за наречену, який має сплатити сім'я нареченого, при цьому сума викупу залежить від статків та соціальної верстви, до якої належать сторони. При вкладанні шлюбу габані молодий не сплачує викуп, але після весілля живе з родиною дружини, а його діти стають частиною клану дружини. Шлюб, який влаштовують для своїх дітей шляхетні або королівські родини, зветься фетоса-умане. Шлюб гафен — це шлюб за коханням, який молодята вкладають без дотримання усталених процедур, в суспільстві він розглядається як втеча.
Традиційно тетумське суспільство мало ієрархічну структуру, на вершині якої знаходились члени королівської родини, далі йшли аристократи, нижче стояли простолюдини, а на самому дні розташовувались раби.

## Вірування
Релігія тетумів — католицтво, але зберігаються пережитки традиційних вірувань. Християнство принесли на Тимор португальські місіонери. Католицька церква була активною на острові протягом усього колоніального періоду, діяли католицькі школи. Проте до виходу португальців зі Східного Тимору в 1974 році більшість корінного населення зберігала старі вірування. Масове навернення тетумів на християнство відбулося вже в індонезійський період (1974—1998), коли держава активно домагалася відмови етнічних менших від анімістичних практик і прийняття однієї з офіційно визнаних світових релігій (на сході Тимору історично це було католицтво).
Тетуми мали верховного бога-чоловіка, який пов'язується з небом, та верховну богиню-жінку, пов'язану із землею. Ці божества контрастували й взаємно доповнювали один одного як батько-небо та мати-земля. Крім того, тетуми вірять в існування різних духів природи, духів нещодавно померлих людей (кламар-мате), а також привидів предків (мате-біан). Кламар-мате — це злі духи, які можуть завдати шкоди родичам померлого. Мате-біан можуть бути добрими і злими, вони здійснюють постійний вплив на життя людей. Щоб заручитися підтримкою духів, люди приносять їм жертви й дотримуються харчових табу.
Духи природи поділяються на духів родючості (кламар), які контролюють родючість рослин і тварин, та духів місцевості: райнаїн («володарі землі») та венаїн («володарі води»). Діяльність духів місцевості подібні до діяльності привидів предків. Існують у свідомості тетумів також буан — наполовину люди, наполовину духи.
Родові групи мають спеціальних осіб, які відповідають за проведення традиційних церемоній. Крім того, у тетумів є шамани матан-доок, які займаються ворожінням та лікуванням людей.